# Donaustraße 5 (München)

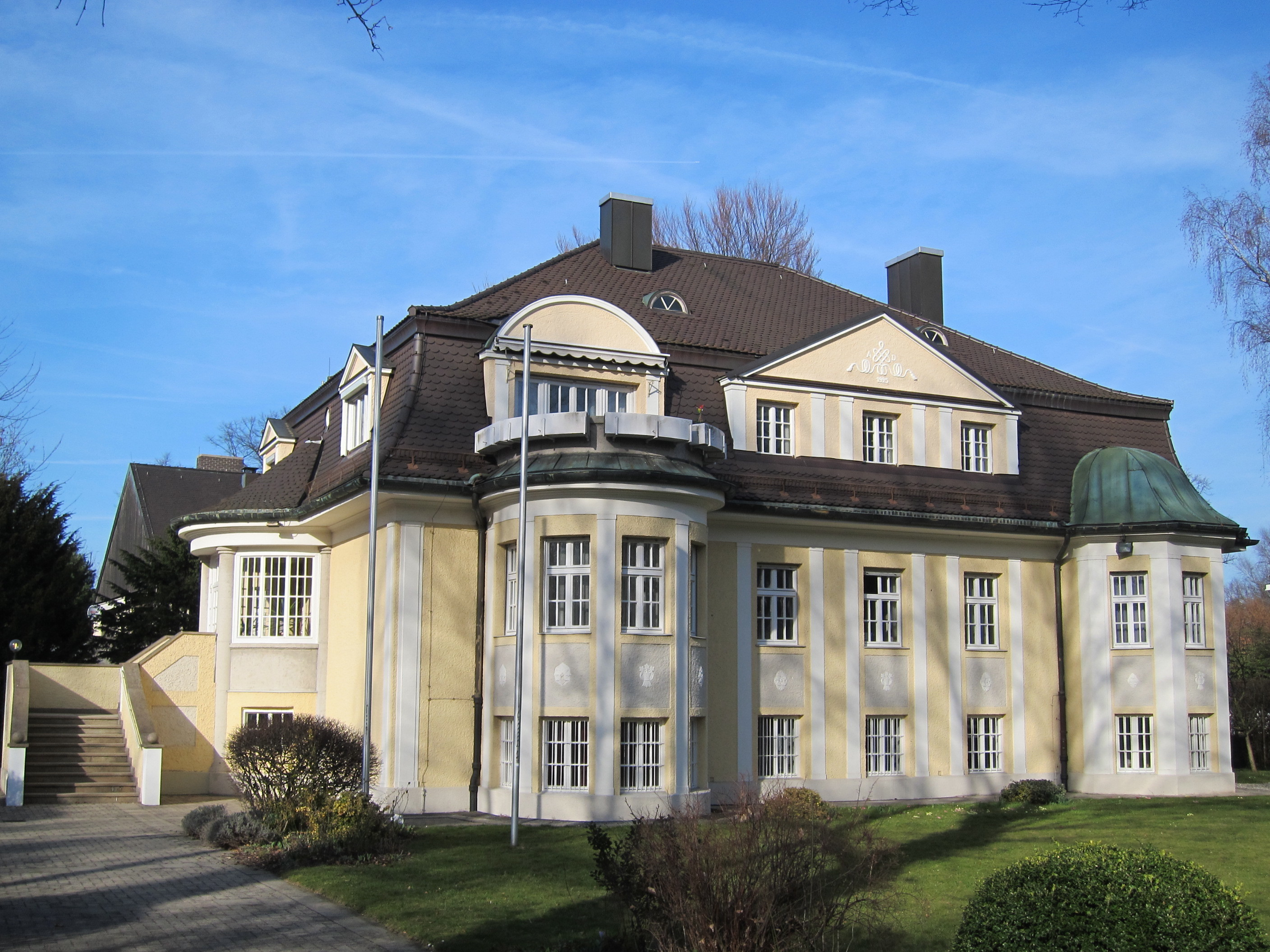
Villa Donaustraße 5 (2011)

Das Gebäude Donaustraße 5 im Stadtteil Bogenhausen der bayerischen Landeshauptstadt München ist eine Villa, die 1925/26 errichtet wurde. Sie steht als Baudenkmal unter Denkmalschutz.

## Geschichte
Die Villa entstand zwischen März 1925 und Februar 1926 nach Plänen des Architekten Stefan Wollmann für Christian Beck. 1938 wurde das Anwesen arisiert und in der Folge Eigentum des Deutschen Reiches („Reichsfiskus Luftfahrt“), sodass es fortan als Bürohaus diente. Nach dem Zweiten Weltkrieg erfolgte eine Beschlagnahme durch die amerikanische Besatzungsmacht, die sie spätestens im November 1945 der Bischöflichen Synode der Russisch-Orthodoxen Kirche im Ausland bereitstellte. Dieser diente sie bis 1952 als Verwaltungsgebäude – vorgesehen als Residenz des Synods und des Metropolits – sowie als Gemeindehaus einschließlich Hauskirche vor allem für Displaced Persons aus der Sowjetunion.
Ab dem 1. Juli 1952 mietete die Österreichische Verbindungsstelle in der Amerikanischen Besatzungszone mit Sitz in München das Anwesen von der Bundesfinanzverwaltung (Bundesvermögensstelle München-Stadt) an, um sie als Amtsgebäude und Residenz des Amtsleiters zu nutzen. Im Februar 1956 wurde die Verbindungsstelle in ein österreichisches Generalkonsulat umgewandelt. Am 14. Januar 1972 erwarb die Republik Österreich von der Bundesrepublik Deutschland (Bundesfinanzverwaltung) die 2.250 m² umfassende Liegenschaft für 1,29 Millionen DM. 1974 wurde die Kanzlei des Generalkonsulats an einen separaten Standort im Stadtteil Bogenhausen ausgelagert; die Villa Donaustraße 5 blieb Residenz des Generalkonsuls.
Zurzeit wird das Anwesen wieder privat genutzt.